# Pulima
Pulima (lit. Pulimas) – kolonia na Litwie, w okręgu wileńskim, w rejonie wileńskim, w gminie Podbrzezie, nad jeziorem Pulima.
Graniczy z rezerwatem telmologicznym Olany.

## Historia
Pod zaborami i w II Rzeczypospolitej zaścianek szlachecki. W XIX i początkach XX wieku położona była w Rosji, w guberni wileńskiej, w powiecie wileńskim. Po I wojnie światowej pod administracją polską, w Zarządzie Cywilnym Ziem Wschodnich. W latach 1920–1922 w składzie Litwy Środkowej.
Od 11 kwietnia 1922 leżała w Polsce, w województwie wileńskim, w powiecie wileńsko-trockim, w gminie Podbrzezie, w pobliżu granicy z Litwą. W 1931 miejscowość liczyła 4 mieszkańców, zamieszkałych w 1 budynku.
Po II wojnie światowej w granicach Związku Sowieckiego. Od 1991 na niepodległej Litwie.